# Kościół Matki Bożej od Wykupu Niewolników w Okonku
Kościół Matki Bożej od Wykupu Niewolników w Okonku – rzymskokatolicki kościół parafialny należący do parafii Matki Bożej od Wykupu Niewolników w Okonku, dekanatu Jastrowie, diecezji koszalińsko-kołobrzeskiej, metropolii szczecińsko-kamieńskiej zlokalizowany w mieście Okonek, w województwie wielkopolskim, w powiecie złotowskim. Mieści się przy ulicy Niepodległości.

## Historia
Jest to świątynia neoromańska wybudowana w 1856 jako kościół ewangelicki. Od 1945 świątynię użytkują katolicy. Budowla konsekrowana 5 sierpnia 1945. Wyposażenie budowli jest nowoczesne, pochodzi z końca lat siedemdziesiątych XX wieku. Jest to jedyny kościół pod tym wezwaniem w Polsce.

## Ikona
Od 2010 w kościele znajduje się wierna kopia cudownego obrazu Matki Bożej od Wykupu Niewolników, namalowana przez gdyńską artystkę Małgorzatę Karpińską. Ukazuje Matkę Bożą trzymającą na lewej ręce małego Jezusa. Oryginał mieści się w kościele Świętych Janów Chrzciciela i Ewangelisty w Krakowie.

## Galeria

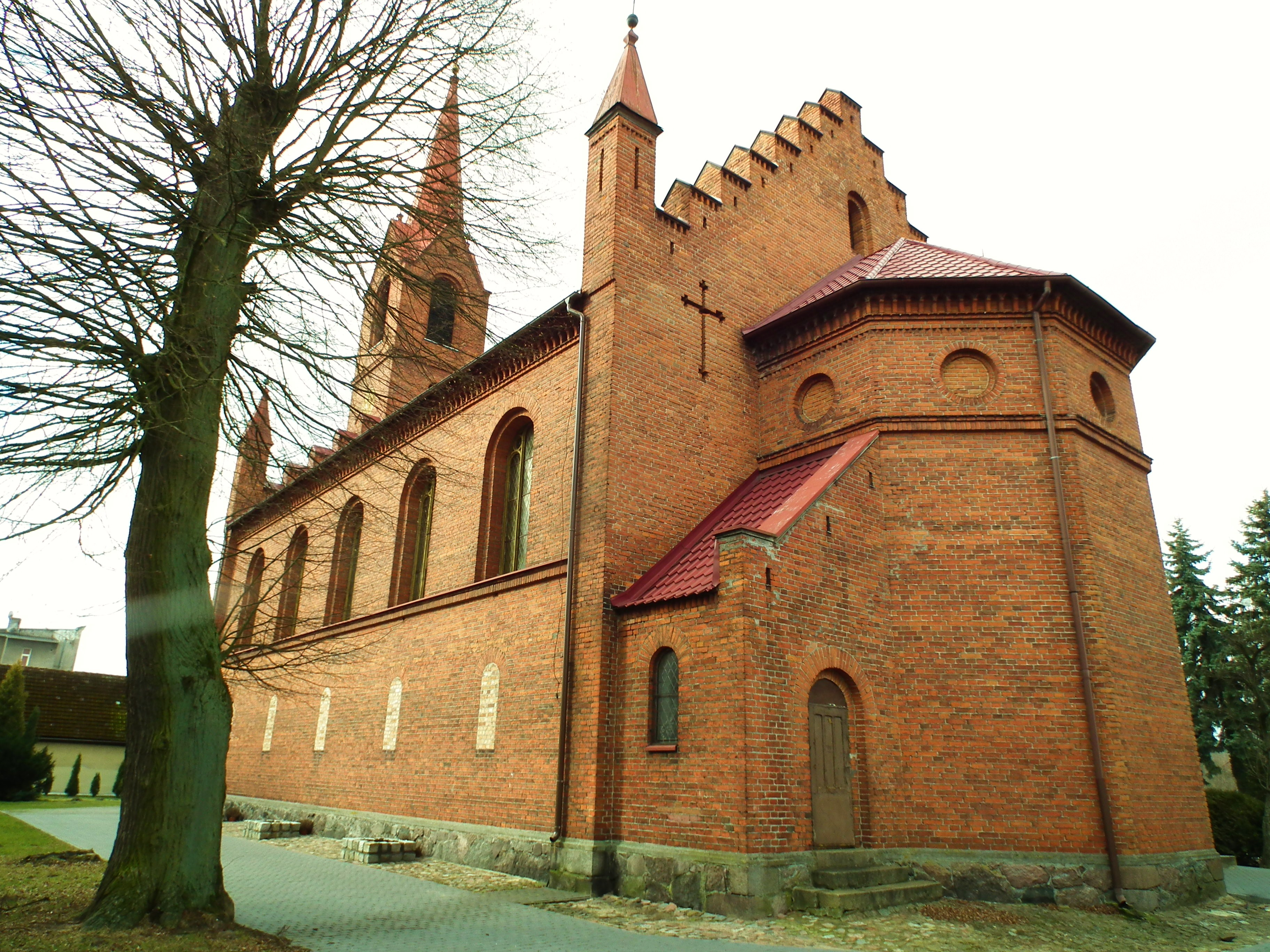
Prezbiterium
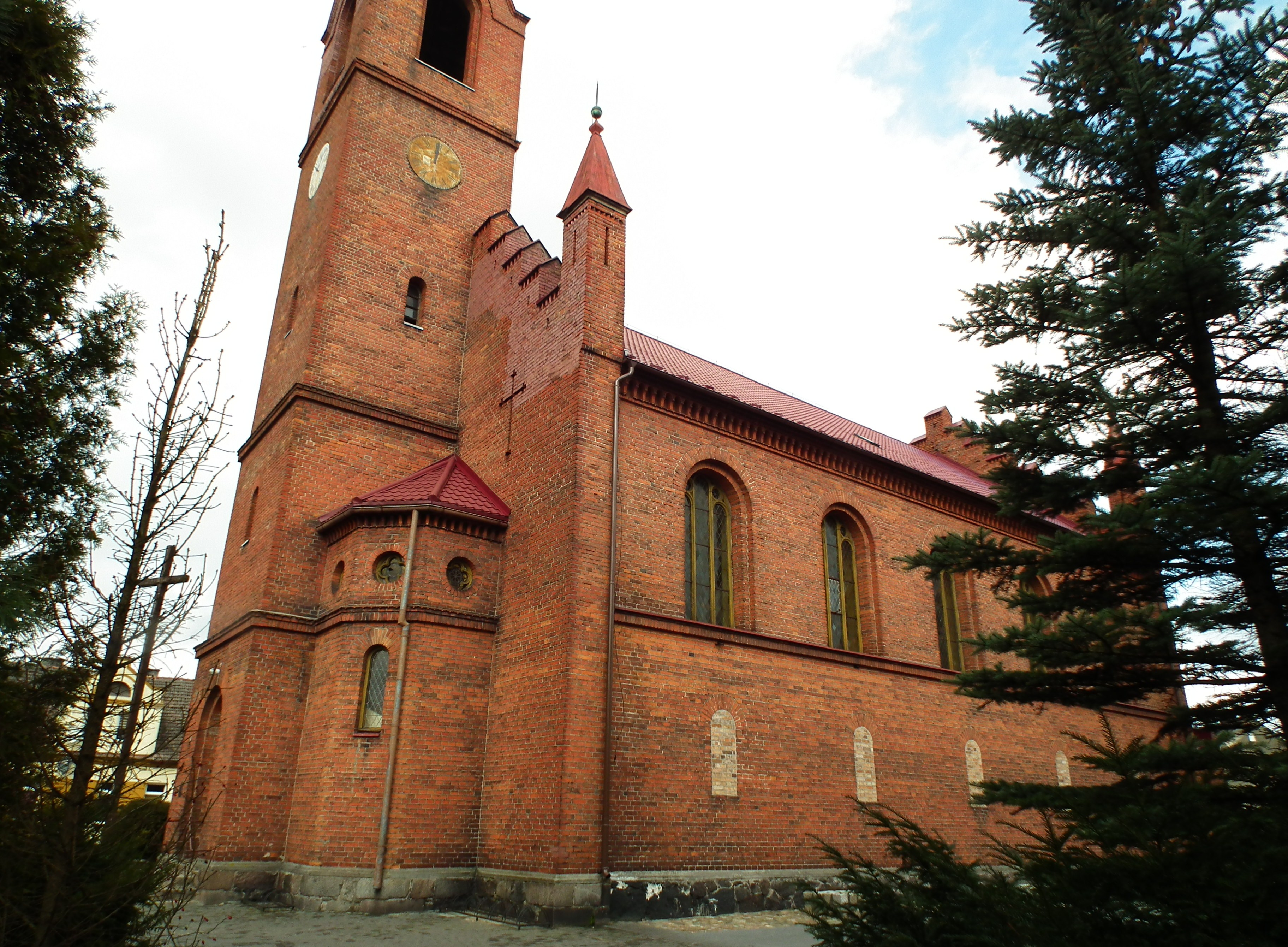
Elewacja południowa
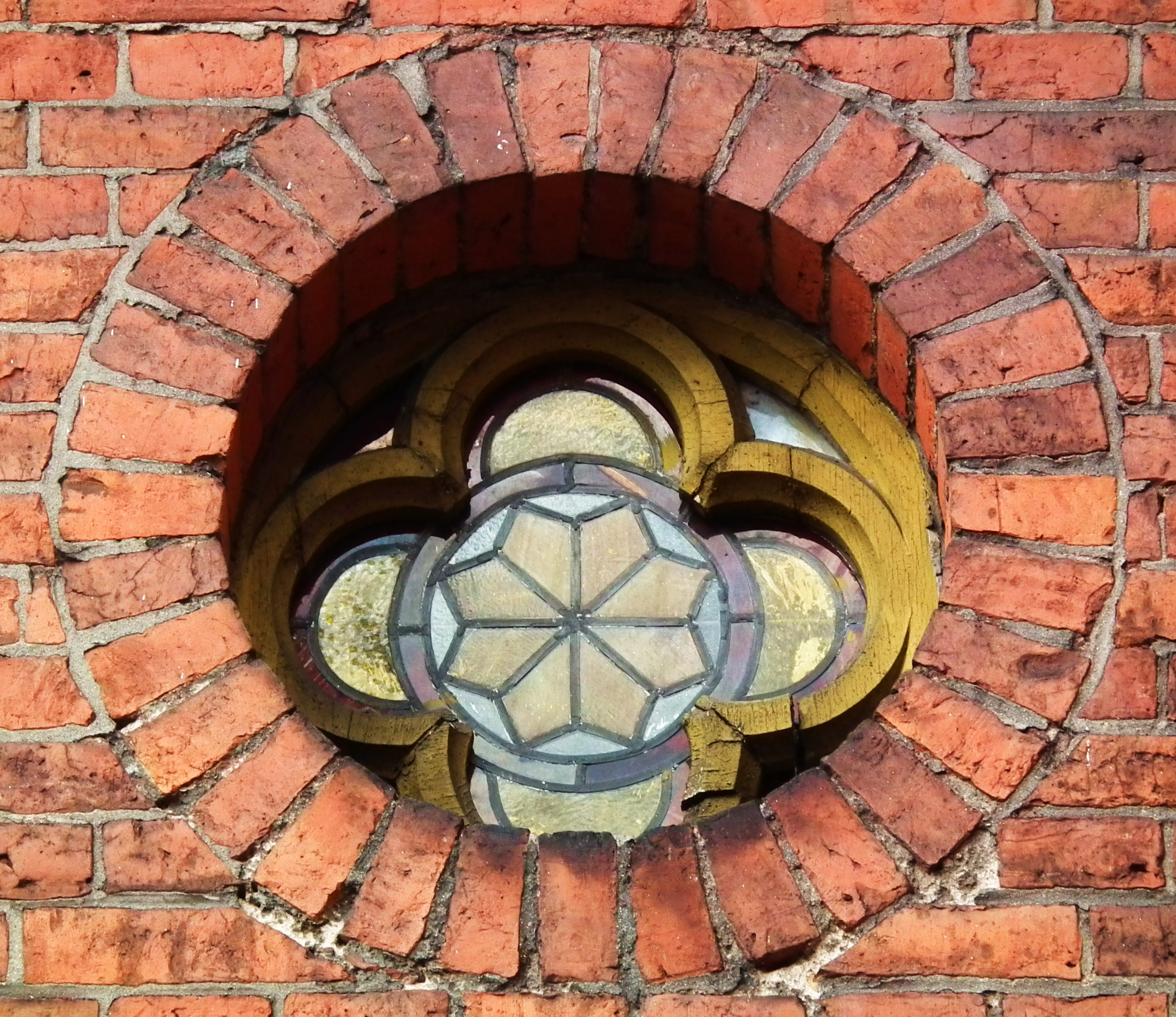
Rozeta